# Ками (Хиого)
Ками (яп. 香美町 Ками-тё:) — посёлок в Японии, находящийся в уезде Миката префектуры Хиого. Площадь посёлка составляет 369,08 км², население — 18 284 человека (1 августа 2014), плотность населения — 49,54 чел./км².

## Географическое положение
Посёлок расположен на острове Хонсю в префектуре Хиого региона Кинки. С ним граничат города Тоёока, Ябу и посёлки Синъонсен, Вакаса.

## Население
Население посёлка составляет 18 284 человека (1 августа 2014), а плотность — 49,54 чел./км². Изменение численности населения с 1980 по 2005 годы:
| 1980 | 26 694 чел. |  |
| 1985 | 25 964 чел. |  |
| 1990 | 25 136 чел. |  |
| 1995 | 24 298 чел. |  |
| 2000 | 23 271 чел. |  |
| 2005 | 21 439 чел. |  |

## Символика
Деревом посёлка считается Fagus crenata, цветком — цветок сакуры.